# الی ماروم
الی ماروم (به عبری: אלי מרום) (متولد ۱۹۵۵ میلادی)، ژنرال دوستاره با درجه تات آلوف در نیروهای دفاعی اسرائیل و ۱۸مین فرمانده نیروی دریایی اسرائیل است.
وی از پدری آلمانی‌تبار و مادری چینی‌تبار در موشاو شده الایزر در بخش شمالی کشور اسرائیل متولد شد. وی اولین اسرائیلی چینی‌تبار است که به مقام فرماندهی نیروی دریایی اسرائیل منصوب شده‌است.

## جنجال‌ها
در مارس ۲۰۰۹ میلادی، شب‌نشینی وی در یک کلوب استریپ‌تیز در شهر تل‌آویو، باعث سیلی از انتقادات از سوی برخی نمایندگان کنست شد. گبی اشکنازی، فرمانده ستاد کل فرماندهی و عملیات ارتش اسرائیل نیز به صورت شفاهی، از عمل الی ماروم انتقاد کرد، اما آن را موضوعی شخصی خواند و از توبیخ رسمی الی ماروم خودداری کرد.